# Sân bay Uetersen
Sân bay Uetersen (mã IATA: không, mã ICAO: EDHE), là một sân bay ở
6 km phía nam thành phố Uetersen thuộc hạt Kreis Pinneberg, bang Schleswig-Holstein (Bắc Đức), cách trung tâm thành phố Hamburg 30 km về phía tây. Với khoảng 60.000 lượt máy bay hoạt động hàng năm, sân bay này là một trong số các sân bay nhộn nhịp nhất của miền Bắc Đức.
Sân bay này nổi tiếng thế giới do sự kiện viên phi công tư nhân Mathias Rust đã lái một máy bay Reims Cessna F172P D-ECJB cất cánh từ sân bay này vượt qua hệ thống kiểm soát không lưu và phòng không của các nước cộng sản Đông Âu và Liên Xô thời đó, đáp xuống Quảng trường Đỏ ở thành phố Moskva.
Từ năm 1956, một nhà bảo tàng Không quân Đức (Luftwaffenmuseum der Bundeswehr) cũng được thiết lập ở đây.

## Lịch sử
Ngày 22.3.1934 bắt đầu xây dựng sân bay Uetersen ở gần thành phố Heist, cách thành phố Uetersen khoảng 5,5 km về phía nam. Tới tháng 12 cùng năm thì hoàn thành sân bay.

## Sân bay quân sự
Một thời gian ngắn sau khi xây dựng xong thì chính quyền Đức quốc xã ra lệnh lấy sân bay này làm sân bay quân sự. Mùa hè năm 1935 quân đội Đức xây dựng hoàn thành một phi đạo mới lớn hơn phi đạo cũ. Mấy tháng sau xây thêm các hangar và các nhà dùng làm trại lính ở đây. Ngày 3.10.1936 đơn vị không quân Flieger-Ersatzabteilung 37 dọn tới trú đóng tại đây.

### Trong thế chiến thứ hai

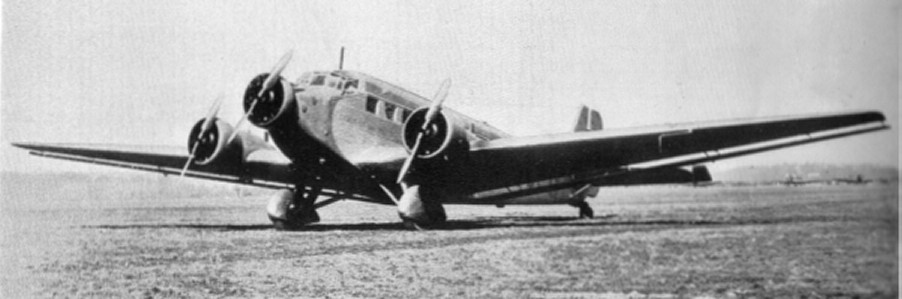
Máy bay vận tải Junkers Ju 52

Sau khi thế chiến thứ hai nổ ra, thì các máy bay chiến đấu, máy bay thám thính và máy bay vận tải di chuyển tới sân bay này ngày 1.9.1939. Trong số đó có các máy bay loại Junkers Ju 52, Heinkel He 111, Messerschmitt Bf 109 và Bf 110.
Ngày 29.1.1940 hãng hàng không Lufthansa mở tuyến đường bay dân sự hàng ngày giữa Uetersen và sân bay Copenhagen, sử dụng 1 máy bay chở hành khách loại Junkers Ju 52.
Đêm 9.4.1940 sân bay Uetersen được quân đội Đức sử dụng trong chiến dịch Weserübung để chiếm đóng Đan Mạch: 12 máy bay vận tải Junkers Ju 52 đã chở đại đội thứ tư của trung đoàn nhảy dù thứ nhất của Đức, một phần thả xuống chiếm cầu Storstrøm để bảo đảm an ninh cho bộ binh Đức sẽ tới sau, phần còn lại chở tới thành phố Aalborg nhảy dù xuống chiếm sân bay Aalborg. Tổng cộng có khoảng trên 100 chuyến bay của máy bay vận tải chở quân từ sân bay Uetersen tới sân bay Aalborg hoặc sân bay Stavanger (của Na Uy).
Ngày 3.3.1943, lần đầu tiên sân bay Uertesen bị các oanh tạc cơ của Không quân Hoàng gia Anh ném bom, gây thiệt hại lớn cho sân bay. Đầu tháng 7/1943, Không quân Đức điều loại máy bay ném bom lớn Junkers Ju 87 tới sân bay này. 
Trong các đêm 24 và 25.7.1943 sân bay này bị Không quân đồng minh ném bom gây thiệt hại rất lớn trong chiến dịch Gomorrah. Ngày 5.5.1945 quân đội Anh chiếm sân bay này.

### Sau chiến tranh
Sau thế chiến thứ hai sân bay này không còn sử dụng cho mục đích quân sự. Tới cuối tháng 11/1955 các máy bay chiến đấu của Không quân Hoàng gia Anh và Không quân Hoàng gia Canada tới đồn trú ở sân bay này.
Năm 1955 Tây Đức được phép thành lập Bundeswehr (Quân đội quốc phòng), và tháng 1 năm 1956 thành lập Luftwaffe (Không quân). Cùng năm, một đoàn bay không quân được thành lập ở sân bay Uetersen để huấn luyện các phi công. Ngày 19.10.1956 lần đầu tiên đã tổ chức cuộc thi tốt nghiệp và lễ tuyên thệ cho các phi công quân sự được đào tạo ở đây. Thời gian này, họ sử dụng các máy bay loại Piper PA-18 và Piaggio p.149. Các khóa huấn luyện phi công quân sự tiếp tục ở sân bay này cho tới năm 1975 thì Không quân Đức cho dời tới sân bay Fürstenfeldbruck. Từ đây, các máy bay quân sự không sử dụng thường xuyên sân bay này. 
Tháng 10/1975 sân bay này được đặt theo tên phi công Đức Hans-Joachim Marseille thành Trại binh Marseille. Sau đó Không quân Đức lập một trường ngôn ngữ cho các sĩ quan không quân Đức tại Uetersen.

## Dân dụng từ năm 1951
Mùa hè năm 1951 chính quyền thành phố Kiel cho phép các tàu lượn sử dụng sân bay này vào các ngày cuối tuần ở khu vực phía nam của sân bay với một phi đạo riêng, 1 hangar và 1 tháp kiểm soát không lưu nhỏ.

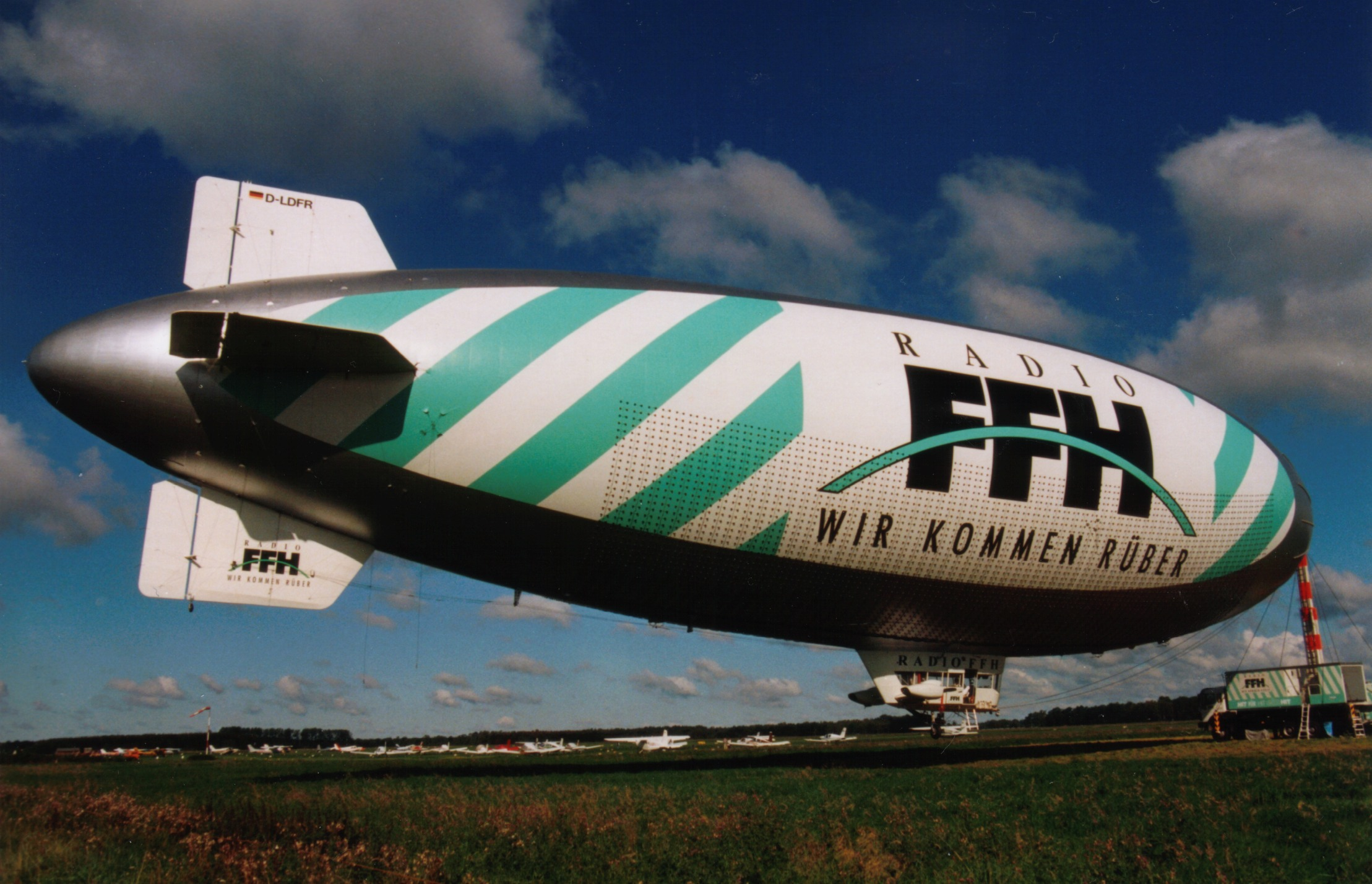
Khí cầu D-LDFR i Uetersen (1994)

Từ năm 1965 Luftwaffe cho phép các máy bay tư nhân (nhỏ) được sử dụng sân bay Uetersen.
Năm 1987 sân bay Uetersen trở nên nổi tiếng khắp thế giới: ngày 13.5.1987, viên phi công tư nhân Mathias Rust đã lái một máy bay Reims Cessna F172P D-ECJB cất cánh từ sân bay này vượt qua hệ thống kiểm soát không lưu của các nước cộng sản Đông Âu và Liên Xô thời đó, đáp xuống Quảng trường Đỏ ở thành phố Moskva. Anh ta lái máy bay từ Hamburg tới đây để chuẩn bị đầy đủ mọi mặt cho chuyến bay xa, sau đó cất cánh tới sân bay Sylt rồi bay vào Liên Xô.
Các khí cầu đáp xuống sân bay này lần đầu vào thập niên 1970. Đó là một khí cầu Goodyear. Ngày nay mỗi mùa hè đều có các khí cầu tới đây.

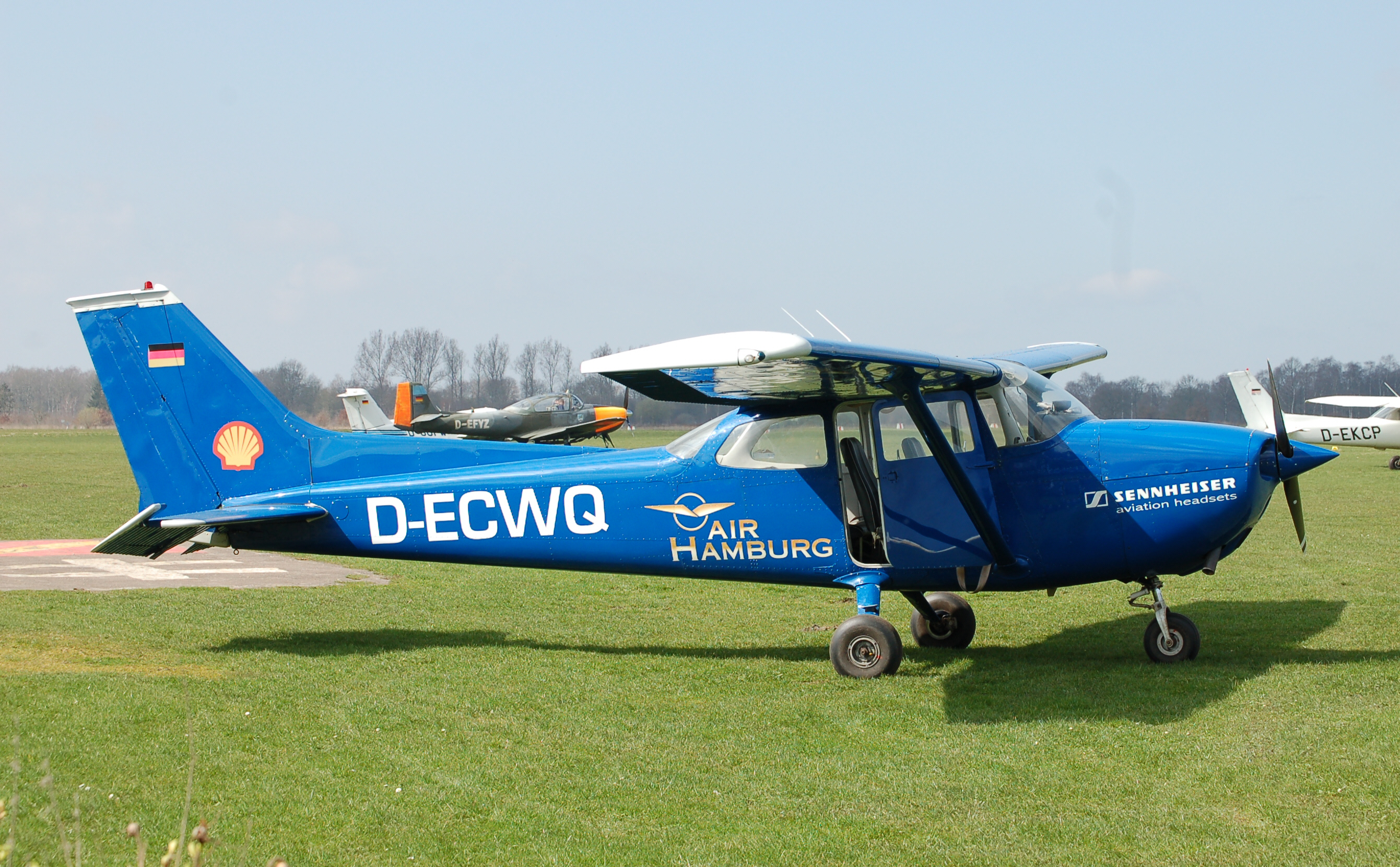
Máy bay Cessna 172 từ hãng hàng không Air Hamburg

### Quyền sở hữu
Ngày nay sân bay Uertesen là sân bay dân dụng hoàn toàn, do công ty Flugplatz Uetersen GmbH gồm 4 câu lạc bộ hàng không sau đây làm chủ (mỗi câu lạc bộ 25%):
- Luftsportverein Kreis Pinneberg e.V. LSV
- Segelflug-Club Uetersen e.V. SCU
- Aero-Club Pinneberg e.V.
- Hamburger Luftsport e.V.

## Các hãng hàng không & Các nơi đến
Quốc nội
- Air Hamburg

- tới Sân bay Hamburg
- tới Helgoland
- tới Juist
- tới Norderney
- tới Westerland/Sylt
- tới Wangerooge (bắt đầu từ 12.7.2009)

- Ostfriesische Lufttransport

- tới Bremen
- tới Sân bay quốc tế Frankfurt (theo mùa)
- tới Helgoland
- tới Heringsdorf (bắt đầu từ 26.10.2009)

Quốc tế
- Air Hamburg

- tới Maastricht (bắt đầu từ 27.10.2009)
- tới Rotterdam (bắt đầu từ 27.10.2009)
- tới Stetin (Sczezcin)

- Nordcopters GmbH – đào tạo phi công và cung cấp dịch vụ máy bay taxi.